# Homolotropus luridipennis
Homolotropus luridipennis är en skalbaggsart som beskrevs av Macleay 1871. Homolotropus luridipennis ingår i släktet Homolotropus och familjen Melolonthidae. Inga underarter finns listade i Catalogue of Life.